# Post Human: Nex Gen
Albums de Bring Me the Horizon
Post Human: Survival Horror
(2020) Lo-files
Singles
1. Die4U
Sortie : 16 septembre 2021
2. Strangers
Sortie : 6 juillet 2022
3. Lost
Sortie : 4 mai 2023
4. Amen!
Sortie : 1er juin 2023
5. Darkside
Sortie : 13 octobre 2023
6. Kool Aid
Sortie : 5 janvier 2024

Post Human: Nex Gen est le septième album studio du groupe de rock britannique Bring Me the Horizon. Initialement prévu pour le 15 septembre 2023, il sort finalement le 24 mai 2024. Il s'agit du dernier album composé et produit en collaboration avec Jordan Fish, qui avait rejoint le groupe en 2012 avant la sortie de Sempiternal et annonce son départ en décembre 2023.

## Sortie
La sortie de l'album était tout d'abord annoncée pour le 15 septembre 2023, Oliver Sykes annonce que ce dernier est repoussé, sans pour autant pouvoir annoncer de date de sortie : « J’ai une mauvaise nouvelle à vous annoncer… Nex Gen ne sortira pas le 15 septembre. Des circonstances imprévues nous ont empêchés de terminer l’album à la hauteur de nos attentes. J’espérais qu’en dépit de ces contretemps, nous arriverions à le terminer à temps pour vous, mais il y a encore tant de petits détails que je veux irréprochables et tant que ce n’est pas le cas, je ne suis pas prêt à le dévoiler. »
Il déclarera quelque temps plus tard que l'album devrait sortir durant l'été 2024. L'album sort finalement le 24 mai 2024 après avoir été annoncé la veille sur les réseaux sociaux du groupe.

## Liste des pistes
| 1.    | (OST) Dreamseeker                               | 0:19 |
| 2.    | Youtopia                                        | 4:02 |
| 3.    | Kool-Aid                                        | 3:48 |
| 4.    | Top 10 Statues That Cried Blood                 | 4:00 |
| 5.    | Limousine (feat Aurora)                         | 4:11 |
| 6.    | Darkside                                        | 2:45 |
| 7.    | A Bullet w/ My Name On (feat Underoath)         | 4:20 |
| 8.    | (OST) (Spi)ritual                               | 1:54 |
| 9.    | N/A                                             | 3:20 |
| 10.   | Lost                                            | 3:25 |
| 11.   | Strangers                                       | 3:15 |
| 12.   | R.I.P. (Duskcore Remix)                         | 3:23 |
| 13.   | Amen! (featuring Lil Uzi Vert et Daryl Palumbo) | 3:09 |
| 14.   | (OST) P.U.S.S.-E                                | 2:49 |
| 15.   | Die4U                                           | 3:27 |
| 16.   | Dig It                                          | 7:12 |
| 55:19 |                                                 |      |

## Classements hebdomadaires
| Classement (2024)                  | Meilleure position |
| ---------------------------------- | ------------------ |
| Allemagne (Media Control AG)       | 4                  |
| Australie (ARIA)                   | 2                  |
| Autriche (Ö3 Austria Top 40)       | 6                  |
| Belgique (Flandre Ultratop)        | 15                 |
| Belgique (Wallonie Ultratop)       | 34                 |
| Canada (Canadian Albums Chart)     | 37                 |
| Écosse (OCC)                       | 2                  |
| Espagne (Promusicae)               | 42                 |
| États-Unis (Billboard 200)         | 36                 |
| États-Unis (Top Hard Rock Albums)  | 1                  |
| Finlande (Suomen virallinen lista) | 17                 |
| France (SNEP)                      | 51                 |
| Irlande (Irish Albums Chart)       | 26                 |
| Italie (FIMI)                      | 76                 |
| Norvège (VG-lista)                 | 14                 |
| Nouvelle-Zélande (RIANZ)           | 8                  |
| Pays-Bas (Mega Album Top 100)      | 14                 |
| Portugal (AFP)                     | 25                 |
| Royaume-Uni (UK Albums Chart)      | 2                  |
| Royaume-Uni (Rock & Metal Albums)  | 1                  |
| Suède (Sverigetopplistan)          | 27                 |
| Suisse (Schweizer Hitparade)       | 6                  |